# Нувьон (кантон)

Нувьон (фр. Nouvion) — упраздненный кантон во Франции, регион Пикардия, департамент Сомма. Входил в состав округа Абвиль.
В состав кантона входили коммуны (население по данным Национального института статистики Архивная копия от 10 сентября 2012 на Wayback Machine за 2009 г.):
- Ажанвиллер (193 чел.)
- Бюиньи-Сен-Маклу (517 чел.)
- Гапенн (259 чел.)
- Домва (336 чел.)
- Канши (310 чел.)
- Ламотт-Бюлё (350 чел.)
- Ле-Титр (383 чел.)
- Милланкур-ан-Понтьё (361 чел.)
- Нёйи-л'Опиталь (324 чел.)
- Нуайель-сюр-Мер (804 чел.)
- Нувьон (1 238 чел.)
- Отвилле-Увиль (485 чел.)
- Понтуаль (609 чел.)
- Пор-ле-Гран (293 чел.)
- Сайи-Флибокур (1 013 чел.)
- Форе-л'Аббе (321 чел.)
- Форе-Монтье (417 чел.)

## Экономика
Структура занятости населения:
- сельское хозяйство — 18,0 %
- промышленность — 17,2 %
- строительство — 9,6 %
- торговля, транспорт и сфера услуг — 29,7 %
- государственные и муниципальные службы — 25,6 %

## Политика
На президентских выборах 2012 г. жители кантона отдали в 1-м туре Николя Саркози 28,2 % голосов против 26,9 % у Марин Ле Пен и 25,7 % у Франсуа Олланда, во 2-м туре в кантоне победил Саркози, получивший 52,4 % голосов (2007 г. 1 тур: Саркози — 29,3 %, Сеголен Руаяль — 20,7 %; 2 тур: Саркози — 56,3 %). На выборах в Национальное собрание в 2012 г. по 3-му избирательному округу департамента Сомма жители кантона поддержали своего земляка, кандидата Социалистической партии Жана-Клода Бюизина, набравшего 38,2 % голосов в 1-м туре и 51,7 % - во 2-м туре. На региональных выборах 2010 года в 1-м туре победил список «правых», собравший 28,8 % голосов против 28,1 % у списка социалистов. Во 2-м туре «левый список» с участием социалистов и «зелёных» во главе с Президентом регионального совета Пикардии Клодом Жеверком получил 43,9 % голосов, «правый» список во главе с мэром Бове Каролин Кайё занял второе место с 35,0 %, а Национальный фронт с 21,1 % финишировал третьим.
|  | Кандидат        | Партия                  | % голосов |
|  | --------------- | ----------------------- | --------- |
|  | Жан-Клод Бюизин | Социалистическая партия | 57,23     |
|  | Пьер Делькур    | Правые партии           | 42,77     |